# 梅若韋
梅若韋（烏克蘭語：Межове），是烏克蘭東部頓涅茨克州顿涅茨克区马基伊夫卡市镇内的市級鎮。距離頓涅茨克20公里，海拔高度154米，2011年該市級鎮人口1,212。